# Elmar Rojas
Elmar René Rojas Azurdia (San Raymundo, Guatemala; 1 de diciembre de 1937-Ciudad de Guatemala, 18 de febrero de 2018) fue un pintor guatemalteco. Su carrera como arquitecto se desarrolló durante varios años para luego dedicarse con más profundidad en el arte de la pintura y la escultura.
Sus estudios en España, Francia, Italia y Guatemala, lo llevaron a ser un destacado y reconocido artista a nivel internacional.

## Trayectoria
En 1986, fundó el Ministerio de Cultura y Deportes de Guatemala y ejerció el cargo de ministro de la institución, (Durante la administración del presidente Vinicio Cerezo), el cual desempeñó durante un año, como un precursor del arte y cultura del país.
En Europa, estudió en la Escuela Pietro Vanucci, en Perusa, Italia; en la Escuela de Bellas Artes (París); y en la Universidad Complutense de Madrid en España.
Fue fundador del Grupo Vértebra, que dio inicio a sus actividades artísticas en los 1960s, conjuntamente con los artistas Roberto Cabrera y Marco Augusto Quiroa. En 1969, el grupo se presentó formalmente con su primera exposición colectiva de arte.
Elmar Rojas participó en cientos de exposiciones alrededor del mundo, entre estos países está Italia, España, México, Panamá, Francia y en Nueva York en Estados Unidos de América.
Su expresión de base en el concepto del "Realismo mágico", que es la representación de sus significativas obras.

## Realismo mágico
El Realismo mágico o Real maravilloso, funde la realidad con lo fantástico, mostrando el mundo cotidiano como un espacio alterno abstracto. Este concepto surgió a mediados del siglo veinte;
esta corriente artística fue definida por el alemán Franz Roh en 1925, en relación con una pintura de aquella época que mostraba una 'realidad modificada'.
Elmar Rojas dice... "Mis personajes se asemejan entre sí, más no son iguales. Mis mundos tienen características abstractas..."[cita requerida]
Encontramos que la obra de Elmar Rojas, como en su momento y circunstancia ocurrió con la del escritor guatemalteco Miguel Ángel Asturias, brota del espacio de la propia realidad histórica de Guatemala, pero es abordada, de igual manera que la prosa de Asturias, con un lenguaje propiamente universal, es decir, válido para todos los confines culturales.
En Rojas, igual que en Asturias, las temáticas, tuvieron distinto momento y significación.
En la obra de Elmar Rojas, asistimos también a la concreción de estas historias-sueños-poemas de que habla Valéry:  	“Las grandes damas espantapájaros con el torofuego”, “Espantapájaro con Torofuegocadejo” y Espantapájaro-torero de Torofuego” son algunos de los alucinantes motivos, sueños de la Guatemala rural, india y ladina, es decir mestiza, hilvanados con la maestría del diseño en medio del sueño del color. Lenguajes oníricos.  Meticulosa posición de los más frescos infantilismos.  Envolventes pobladas de finas atmósferas en que los objetos sobrenadan dentro de una luminosidad incontaminada, sin apartarse de un puerilismo recurrente que mete, de manera natural, entre el sueño, una y otra vez, a pesar de la adulta factura de su menester plástico.
Rojas es un infantilista.  Es un poeta que recurre a las caligrafías del hallazgo candoroso, sin prejuicios, que caracteriza el mundo alucinante de los niños.  Esa ingenuidad que constituye la sustancia del arte plástico.  Su frescura.  Queda claro que esta es, precisamente, la vertiente a que lo conduce su propia sensibilidad; sin que pueda tener lugar nunca una postura artificiosa.  Alguna gesticulación o intento de puesta en escena.
Sus atmósferas trasuntan una tersa calidez que sólo se explica, en último término, porque su arte responde a una posición que se comporta humanamente ante el mundo.  En sus espacios habita la presencia de las cosas amables incapaces de lastimar.  En ello reside, la respuesta emocional que provocan en el ánimo del espectador.

## Reseñas
"Elmar Rojas durante muchos años ha trabajado para capturar las sensaciones, a veces desconcertantes, y otra veces excitantes, que se experimentan en su país."
Edward J. Sullivan (profesor del Departamento de Bellas Artes de la Universidad de Nueva York)
"Poético y alucinante."
Armando Bravo (crítico de arte, The Miami Herald, Estados Unidos de América)

## Premios y reconocimientos
- "Cristóbal Colón" Premio Iberoamericano, entregado por Juan Carlos de Borbón, rey de España, en Madrid. 1989.
- "Camilo Mori" de la IX Bienal de Arte, Valparaíso, Chile. 1989.
- Premio Mundial "MAAA" (Mid America Arts Alliance): "15 mejores artistas del mundo", Estados Unidos de América.
- "Premio Centroamericano" de Pintura. Certamen de Cultura San Salvador, El Salvador. 1964.
- "Premio Único". Bienal Mesoamericana. Museo de Arte Contemporáneo en la ciudad de Panamá, Panamá. 1983.